# Mitrídates V da Pártia
Mitrídates V (em parta: 𐭌𐭄𐭓𐭃𐭕; romaniz.: Mihrdāt; em grego: Μιθριδάτης; romaniz.: Mithridátes) foi um príncipe parta da dinastia arsácida que assumiu brevemente o trono do Império Arsácida em 116 e novamente de 129 a 140.

## Nome
Mitridates (Μιθριδάτης, Mithridátēs), Mitradates (Μιθραδάτης, Mithradátēs), Meredates (Μερεδατης, Meredatēs), Meerdates (Meherdates) são as variantes gregas do persa antigo Mitradata (*Miθra-dāta-), "dado por Mitra". O nome foi registrado em parta (𐭌𐭕𐭓𐭃𐭕), persa médio e armênio (Միհրդատ) como Mirdate (Mihrdāt), em aramaico como Mitredate ("Mitredat", mtrdt) e em persa novo como Merdade (مهرداد, Mehrdâd).

## Vida
As origens de Mitrídates são incertas. A depender da fonte, é reconhecido como filho de Pácoro II (João Malalas, Cronografia, II.1-6) ou irmão de Osroes I. Sobre sua descendência, as fontes também divergem, com João Malalas alegando que era pai de Sanatruces II, e outras fontes informando que era pai do futuro Vologases IV. Desde 113, as tropas lideradas pelo imperador Trajano (r. 98–117) invadiram o Império Arsácida. Em 116, Partamaspates, filho de Osroes, foi colocado no trono como governante fantoche e Sanatruces e seu pai reivindicaram juntos a diadema e continuaram a luta contra os romanos na Mesopotâmia (Cronografia, II.1-6). Trajano então marchou ao sul até o golfo Pérsico, derrotou-os e declarou a Mesopotâmia uma província do Império Romano. Depois que os romanos se retiraram, Osroes expulsou Partamaspates e recuperou o trono parta. Em 129, Mitrídates reapareceu contestando o trono de Vologases III (r. 110–147). Essa contenda perdurou até 140, quando Vologases III o derrotou e depôs. Em 147, após a morte de Vologases III, Vologases IV assumiu o trono.